# John Hamilton (aartsbisschop)
John Hamilton (ca. 1511 – 6 april 1571) was een Schots prelaat en politicus en een onwettige zoon van James Hamilton (1e graaf van Arran).
John Hamilton werd op zeer jonge leeftijd monnik en al snel abt van Paisley. Na zijn studies in Parijs keerde hij naar Schotland terug. Daar verwierf hij zich al snel een machtspositie onder het bewind van zijn halfbroer, de regent James Hamilton (2e graaf van Arran). James werd in 1543 werd hij benoemd tot keeper van het Privy Seal van Schotland. In 1545 werd hij bisschop van Dunkeld. in 1546 volgde hij David Beaton op als aartsbisschop van St Andrews. Ongeveer ook op dat moment werd hij thesaurier van het koninkrijk
Hij spande zich krachtig in om de groei van het protestantisme tegen te gaan, maar met een of twee uitzonderingen zag hij af van het vervolgen van protestanten. Ter verdediging van het Rooms-katholicisme kwam er ten tijde can zijn bewind een catechismus tot stand, die de Catechismus van Hamilton wordt genoemd.
Rond 1550 werd hij ziek. Hij leed waarschijnlijk aan astma. In 1551 wist hij de beroemde Italiaanse arts, wiskundige en astroloog Girolamo Cardano naar Schotland te halen. Deze wist hem te genezen en vestigde daarmee zijn Europese naam.
Nadat hij zich het ongenoegen van de protestanten, nu de dominante partij in Schotland, op de hals had gehaald werd de aartsbisschop in 1563 gevangengezet. Na zijn vrijlating was hij een actief aanhanger van Maria I van Schotland; Hij doopte de baby James, de latere koning Jacobus VI van Schotland. Ook sprak hij de scheiding uit van de koningin en James Hepburn, 4de graaf van Bothwell.
Hamilton was persoonlijk aanwezig bij de Slag bij Langside. Vanuit zijn huis in Linlithgow vermoordde zijn neef, James Hamilton van Bothwellhaugh in 1570 James Stuart, graaf van Murray, de regent van Schotland. John Hamilton zocht later zijn toevlucht in Dumbarton Castle.
Dit kasteel viel bij een nachtelijke verrassingsaanval, die werd geleid door Thomas Crawford van Jordanhill. Aartsbisschop Hamilton werd gevangengenomen. Omdat de aanvallers zich zorgen maakten dat de Engelsen de aartsbisschop wilden sparen, maakten de leiders van de partij van de koning zich sterk voor een snelle berechting en veroordeling op grond van "art and part" in de moord op de regent Moray en op koning Henry Stuart Darnley. Op 6 april 1571 om zes uur 's middags, drie dagen na zijn gevangenneming, werd James Hamilton opgehangen naast het Mercat Cross van Stirling.
Hamilton had drie kinderen bij zijn maîtresse, Grizzel Sempill.